# تاكافومي شيميزو
تاكافومي شيميزو (باليابانية: 清水 貴文) (30 يونيو 1992 في غونما في اليابان – )؛ هو لاعب كرة قدم ياباني سابق كان يلعب كلاعب وسط.

## وصلات خارجية
- تاكافومي شيميزو على موقع رابطة كرة القدم اليابانية للمحترفين (اليابانية)
- تاكافومي شيميزو على موقع قاعدة بيانات كرة القدم.إي يو (الإنجليزية)
- تاكافومي شيميزو على موقع Soccerway.com (الإنجليزية)
- تاكافومي شيميزو على موقع عالم كرة القدم.نت (الإنجليزية)
- تاكافومي شيميزو على موقع كووورة